# احساس شکستن
احساس شکستن (انگلیسی: Breaking Sensation) دومین آلبوم چندآهنگه از گروه پسرانۀ اهل کره جنوبی اس‌اف۹ است که در ۱۸ آوریل ۲۰۱۷ توسط اف‌ان‌سی انترتیمنت منتشر شد. این آلبوم از شش قطعه، از جمله «Easy Love» تشکیل شده است.

## موفقیت تجاری
آلبوم بیش از ۲۷۳۶۰ نسخه در کره جنوبی فروخت. در جدول گائون کره در رتبه پنجم قرار گرفت.